# Terremoti in Sicilia
Cronologia degli eventi sismici disastrosi in Sicilia con rilevante impatto sui beni architettonici, paesaggistici, storici, artistici, etnoantropologici e archeologici.
La Sicilia è una delle regioni più sismiche d'Italia come frequenza e intensità dei terremoti. Nell'elenco sono compresi gli eventi sismici di magnitudo superiori al grado 5° della scala scala Richter con epicentro registrato in territorio siciliano o nella vicina Calabria o nel bacino del Mediterraneo o causati dallo scorrimento della Placca africana che hanno interessato l'isola negli ultimi due millenni con rilevante impatto sui beni architettonici, paesaggistici, storici, artistici, etnoantropologici e archeologici delle località interessate. Per una ricerca mirata ed esaustiva si rimanda all'elenco Storico dei Terremoti o al recente (2022) Catalogo Parametrico dei Terremoti Italiani.
- la scala Mercalli è espressa in unità che distinguono il grado degli "effetti" distruttivi sui manufatti.
- la scala Richter è espressa in unità che distinguono il grado della "causa" che ha generato gli effetti distruttivi sui manufatti, espressa in energia sviluppata e liberata dallo scoppio di un quantitativo predefinito di tonnellate di tritolo.

Il criterio di valutazione è formalmente e sostanzialmente diverso. Un terremoto di potenza pari a quello del 1908 nello Stretto di Messina secondo la scala Mercalli non sarebbe preso in considerazione e classificabile in una zona desertica in quanto non produce distruzioni quantificabili e visibili ma, comporta ugualmente gravi danni incidendo sulla variazione dell'asse terrestre con conseguenze inimmaginabili sull'alternarsi giorno notte, sull'avvicendarsi delle stagioni. Altresì, un terremoto sottomarino origina onde anomale che riversano la loro energia sulle coste limitrofe indipendentemente dalla presenza di manufatti o centri abitati.

## I millennio a.C.
| Anno    | GG | Mese | MCS | Richter | Epicentro       | Descrizione e collegamento |
| ------- | -- | ---- | --- | ------- | --------------- | --- |
| 91 a.C. | 00 | -    | -   | M = 6.3 | Reggio Calabria | Il Terremoto provoca distruzioni a Reggio Calabria, Messina e Tindari descritte nelle opere dello storiografo greco Strabone.. Appare tuttavia verosimile che lo storico greco abbia confuso Reggio Calabria (in greco antico: Ῥήγιoν?, Rhegion) con Reggio Emilia (Regium Lepidi), che venne danneggiata dal terremoto del modenese del 91 a.C. descritto da Plinio il Vecchio e altri storici. |

## I millennio d.C.
| Anno | GG | Mese   | MCS       | Richter | Epicentro              | Descrizione e collegamento |
| ---- | -- | ------ | --------- | ------- | ---------------------- | --- |
| 17   | 24 | marzo  | VIII - IX | M = 5.1 | Fiumefreddo di Sicilia | Il Terremoto provoca distruzioni a Tindari, Patti. L'evento è documentato da consoli Tiberio Giulio Cesare Augusto e Germanico Giulio Cesare. Dagli storici Publio Cornelio Tacito, Gaio Giulio Solino, Plinio il Vecchio. Lo studioso Alain Manesson Mallet lo colloca nell'anno 18 d.C., le scosse sismiche causano verosimilmente la frana e i crolli che cancellano la parte orientale di Tindari.                                                                            |
| 362  | 00 | -      | -         | M = 6.6 | Messina                | Il Terremoto provoca distruzioni a Reggio Calabria, Messina, Tindari, nelle Isole Eolie, interessa tutta la costa tirrenica nord del messinese. Il maremoto derivante interessò l'area dello Stretto di Messina, radendo al suolo Messina e Reggio. Rinvenimenti archeologici, lapidi ed epitaffi testimoniano che l'evento tettonico provocando un'elevatissima mortalità, distrusse numerosi piccoli centri abitati e ridusse drasticamente la popolazione stanziata nell'area. |
| 365  | 21 | luglio | -         | M = 8.0 | Creta                  | Il Terremoto provoca distruzioni che sconvolge Creta, Sicilia orientale, i paesi della costa mediterranea dell'Africa altrimenti noto come Terremoto di Creta del 365. Il maremoto devastò Alessandria d'Egitto, le fiorenti città dell'Africa settentrionale, le coste ioniche di Sicilia e Calabria, la Grecia e la Palestina. I danni descritti dallo storico romano Ammiano Marcellino (Res Gestae 26.10.15 - 19).                                                            |
| 374  | 00 | -      | -         | M = 6.3 | Reggio Calabria        | Il Terremoto provoca distruzioni a Reggio Calabria, Messina e Tindari. È estremamente probabile che si tratti dello stesso disastro tettonico verificatosi nel 362 |
| 650  | 00 | -      | -         | M = 6.3 | Messina                | Il Terremoto provoca distruzioni a Messina e Sicilia nord orientale. |
| 853  | 31 | agosto | -         | M = 6.3 | Messina                | Il Terremoto provoca distruzioni a Reggio Calabria e Messina. Definito "grande terremoto". |

## XI - XVI secolo
| Anno | GG | Mese      | MCS       | Richter | Epicentro              | Descrizione e collegamento |
| ---- | -- | --------- | --------- | ------- | ---------------------- | --- |
| 1125 | 07 | giugno    | VIII - IX | M = 5.8 | Siracusa               | Il Terremoto provoca distruzioni a Siracusa col crollo della navata principale del Duomo causando vittime. |
| 1169 | 04 | febbraio  | X         | M = 6.6 | Sortino                | Terremoto con effetti distruttivi e danni su vasta scala nelle province di Catania – Siracusa – Ragusa - Enna – Messina – Reggio Calabria. Lungo le coste delle province interessate onde di maremoto che provocano ulteriori danni e vittime. Noto come "Terremoto di Catania del 1169" o "Terremoto di Sant'Agata". |
| 1202 | 20 | maggio    | -         | -       | Mediterraneo orientale | Scorrimento sottomarino delle faglie del Mediterraneo orientale provocò un maremoto che devastò le coste orientali della Sicilia assieme a quelle di Grecia, Turchia, Egitto, Siria e Palestina. Dalla documentazione storica si evince che le vittime siano state circa 1.200.000. Le fonti se confermate, collocherebbero il cataclisma fra eventi catastrofici naturali di maggior portata nel bacino del Mediterraneo e dell'intero pianeta. |
| 1295 | 01 | settembre | -         | -       | Sicilia                | Terremoto con effetti distruttivi e danni su vasta scala in tutta la Sicilia probabilmente originato nel Mediterraneo, interessate le isole e le coste settentrionali dell'Africa. |
| 1509 | 25 | febbraio  | -         | M = 5.6 | Reggio Calabria        | Il Terremoto provoca distruzioni a Reggio Calabria e Messina. Sciame sismico di lunga durata. |
| 1542 | 10 | dicembre  | X         | M = 6.8 | Francofonte            | Terremoto del Val di Noto del 1542: effetti distruttivi nell'intera Val di Noto, il paese di Melilli fu raso al suolo, e Occhiolà subì grossi danni; molti danni anche a Lentini, Sortino, Avola, Buccheri, Ferla, Giarratana, Mineo, Monterosso Almo, Palazzolo Acreide, Siracusa e Malta. Lo sciame sismico interessa la Contea di Modica il 5 dicembre, il 10 dicembre fino alla scossa di fine anno. Noto come "Terremoto nel Val di Noto, Anno Domini 1542" o come "Magnus Terremotus in terra Xiclis". Onde di maremoto terrorizzano le città e i porti di Augusta e Siracusa. |
| 1567 | 27 | febbraio  | -         | -       | Caltanissetta          | Un terremoto a Caltanissetta causa il crollo quasi completo del Castello di Pietrarossa, fortezza costruita probabilmente prima dell'XI secolo. Tuttavia, alcuni studiosi propendono per escludere la natura tellurica del fenomeno e ritengono che la rovina dell'edificio sia stata provocata da una frana di grandi dimensioni. |

## XVII secolo
| Anno | GG | Mese     | MCS  | Richter | Epicentro             | Descrizione e collegamento |
| ---- | -- | -------- | ---- | ------- | --------------------- | --- |
| 1613 | 25 | agosto   | IX   | M = 5.6 | Naso                  | Terremoto con effetti distruttivi a Naso e in tutti i centri della costa tirrenica della provincia di Messina. |
| 1624 | 03 | ottobre  | VIII | M = 5.6 | Mineo                 | Terremoto con effetti distruttivi a Mineo. Colpita un'area limitata fra i monti Iblei e la piana di Catania. |
| 1633 | 21 | febbraio | -    | M = 4.8 | Nicolosi              | Terremoto con effetti distruttivi a Nicolosi. |
| 1638 | 27 | marzo    | XI   | -       | Piana di Sant'Eufemia | Terremoto della Calabria del 27 marzo 1638 o «Terremoto delle Palme». Il terremoto è avvertito a Reggio Calabria, Messina e provincia con scosse pari al VI grado della Scala Mercalli. Nel messinese provoca danni. |
| 1638 | 8  | giugno   | X    | -       | Crotone               | Terremoto della Calabria dell'8 giugno 1638. Il terremoto è avvertito a Reggio Calabria, Messina e provincia con scosse pari al VI grado della Scala Mercalli. Nel messinese provoca danni. |
| 1669 | 10 | marzo    | -    | M = 4.8 | Nicolosi              | Terremoto con effetti distruttivi nel catanese in particolare a Nicolosi in seguito all'eruzione dell'Etna conosciuta come Eruzione dell'Etna del 1669. Il 25 febbraio e l'8 e 10 marzo del 1669 una serie di violenti terremoti. |
| 1693 | 11 | gennaio  | XI   | M = 7.7 | Val di Noto           | Terremoto della Val di Noto del 1693. Terremoto con effetti distruttivi su vasta scala a livello regionale; riscontrati danni o distruzioni nelle province di Siracusa, Ragusa, Catania, Enna, Messina, Caltanissetta, Agrigento e Palermo. Lo sciame sismico comincia il 9 gennaio e culmina con la scossa di magnitudo Richter 7.7 che interessa l'intera Sicilia, Calabria e isola di Malta. Il maremoto che ne consegue interessa tutta la costa ionica siciliana. La ricostruzione avvia la realizzazione delle “città nuove” e favorisce la diffusione del barocco siciliano. |

## XVIII secolo
| Anno | GG | Mese      | MCS       | Richter | Epicentro          | Descrizione e collegamento |
| ---- | -- | --------- | --------- | ------- | ------------------ | --- |
| 1717 | 22 | aprile    | -         | M = 5.4 | Castroreale        | Terremoto con effetti distruttivi a Castroreale e nell'immediato circondario. |
| 1726 | 01 | settembre | VIII - IX | M = 6.0 | Terrasini          | Terremoto con effetti distruttivi negli antichi palazzi di Palermo e danni lievi a Trapani. Evento sismico altrimenti noto come "Terremoto di Terrasini". |
| 1739 | 10 | maggio    | -         | M = 5.5 | Naso               | Terremoto con effetti distruttivi a Naso e in tutti i centri della costa tirrenica della provincia di Messina. |
| 1751 | 23 | luglio    | -         | -       | Trapani            | Terremoto con effetti distruttivi a Trapani e danni lievi a Custonaci, Ribera, Salemi, Sutera, Palermo. È documentato analogo evento sismico l'anno successivo 1752. |
| 1780 | 14 | settembre | -         | M = 4.8 | Raccuja            | Terremoto con effetti distruttivi a Raccuja e in tutti i centri della costa tirrenica della provincia di Messina. |
| 1783 | 05 | febbraio  | XI        | M = 6.9 | Calabria e Sicilia | Terremoto con effetti distruttivi dalla parte terminale dell'Appennino calabro alla catena tirrenica dei Monti Peloritani nella provincia di Messina. Sciame sismico di 949 scosse del 5, 6 e 7 febbraio, 1 e 28 marzo con terremoti fortemente distruttivi noto come Terremoto della Calabria meridionale del 1783 o anche Terremoto di Messina e Reggio del 1783. Il maremoto derivante interessa lo Stretto di Messina. |
| 1786 | 10 | marzo     | -         | M = 6.2 | Oliveri            | Terremoto con effetti distruttivi a Oliveri e in tutti i centri della costa tirrenica della provincia di Messina. Crolli e gravi lesioni a Patti, San Piero Patti, Tindari, Naso, Milazzo. Leggeri danni anche a Messina. |

## XIX secolo
| Anno | GG | Mese      | MCS  | Richter | Epicentro        | Descrizione e collegamento |
| ---- | -- | --------- | ---- | ------- | ---------------- | --- |
| 1818 | 20 | febbraio  | IX   | M = 6.0 | Aci Sant'Antonio | Terremoto con effetti distruttivi nel Catanese, alle falde dell'Etna e nei paesi della costa dello Jonio. |
| 1818 | 08 | settembre | -    | M = 5.4 | Madonie          | Terremoto con effetti distruttivi su vasta scala a livello regionale; |
| 1819 | 24 | febbraio  | -    | M = 5.4 | Castelbuono      | Terremoto con effetti distruttivi in tutti i centri della costa tirrenica della provincia di Palermo. |
| 1823 | 05 | marzo     | IX   | M = 5.8 | Pollina          | Terremoto con effetti distruttivi a Naso e in tutti i centri della costa tirrenica delle province di Messina e di Palermo. Lesioni gravi e crolli nei comuni di Palermo, Ciminna, Godrano. La scossa è avvertita in tutta la Sicilia.                                                     |
| 1848 | 11 | gennaio   | VIII | M = 5.6 | Golfo di Catania | Percepita in tutta la Sicilia e a Malta. Augusta è la città più colpita. Danni a Catania e Siracusa. |
| 1865 | 18 | luglio    | -    | M = 5.3 | Giarre           | Terremoto con effetti distruttivi a Giarre Contrada Fondomacchia: 47 feriti, circa 150 edifici distrutti. |
| 1879 | 17 | giugno    | -    | M = 5.1 | Santa Venerina   | Terremoto con effetti distruttivi nel catanese in particolare a Nicolosi. |
| 1889 | 25 | dicembre  | XI   | M = 5.4 | Santa Venerina   | Terremoto con effetti distruttivi nell'area Etnea. |
| 1894 | 08 | agosto    | -    | M = 5.2 | Santa Venerina   | Terremoto con effetti distruttivi, gravi danni ad Acireale, Zafferana Etnea. La scossa è stata avvertita in tutto il versante orientale del vulcano. I danni più gravi si registrano a Pisano, Scacchieri, Fleri e Mazzasette, danni minori anche a Santa Venerina, Zafferana e Acireale. |
| 1894 | 16 | novembre  | IX   | M = 6.1 | San Procopio     | Terremoto con effetti distruttivi e gravi danni nelle città e province di Reggio Calabria e Messina. La scossa è stata avvertita in tutta la Calabria e Sicilia. Evento sismico altrimenti noto come Terremoto della Calabria meridionale del 1894.                                       |

## XX secolo
| Anno | GG      | Mese     | MCS        | Richter | Epicentro                                           | Descrizione e collegamento |
| ---- | ------- | -------- | ---------- | ------- | --------------------------------------------------- | --- |
| 1908 | 28      | dicembre | XI         | M = 7.2 | Messina e Reggio Calabria                           | Terremoto con effetti disastrosi per le città di Messina e Reggio Calabria e relative province. Noto come "Terremoto di Messina del 1908" o "Terremoto di Messina e Reggio del 1908". Il maremoto che ne consegue interessa tutte le coste ioniche e tirreniche siciliane e calabre affacciate sullo Stretto di Messina e contribuisce a completare l'opera distruttiva delle scosse telluriche. Il terremoto fa parte di un lunghissimo sciame sismico che interessa la Calabria e Sicilia partendo dalle scosse del 1894, 1905, 1907. |
| 1911 | 15      | ottobre  | X          | M = 5.2 | Giarre                                              | Terremoto con effetti distruttivi a Giarre e danni gravi sono stati registrati a Fondo Macchia, Baglio, Rondinella e Mangano, dove si è verificato il completo collasso di molte strutture. |
| 1914 | 08      | maggio   | IX - X     | M = 5.3 | Linera                                              | Terremoto con effetti distruttivi a Linera, altri paesi colpiti Santa Venerina, Zafferana Etnea e Acireale. |
| 1940 | 15      | gennaio  | -          | M = 5.3 | Villabate                                           | Terremoto con effetti distruttivi a Raccuja e in tutti i centri della costa tirrenica della provincia di Messina. |
| 1967 | 31      | ottobre  | -          | M = 5.9 | Capizzi - Mistretta                                 | Terremoto con effetti distruttivi sui Nebrodi occidentali, in particolare nelle città di Capizzi, Mistretta e Nicosia. Nessun morto né ferito. Danni agli edifici storici ed antiche case. A Mistretta crolla parte della chiesa del Santo Patrono S. Sebastiano, riaperta al culto solo nel 1994. Gli abitanti di Mistretta e Nicosia maggiormente colpiti dal sisma furono trasferiti in nuovi quartieri poco distanti il centro storico.                                                                                             |
| 1968 | 15      | gennaio  | IX         | M = 6.2 | Valle del Belice                                    | Terremoto con effetti distruttivi nelle province di Agrigento, Palermo e Trapani. Tra i 14 centri colpiti dal sisma vi furono paesi che rimasero completamente distrutti: Gibellina, Poggioreale, Salaparuta, Montevago. Altre cittadine che hanno subito danni ingenti: Menfi, Partanna, Camporeale, Chiusa Sclafani, Contessa Entellina, Sambuca di Sicilia, Sciacca, Santa Ninfa, Salemi, Vita, Calatafimi, Santa Margherita di Belice. Evento sismico altrimenti noto come Terremoto del Belice del 1968.                           |
| 1975 | 16      | gennaio  | VII- VIII  | M = 5.3 | Stretto di Messina                                  | Terremoto originato probabilmente dalla stessa faglia che scaturì quello distruttivo del 1908. |
| 1978 | 14      | aprile   | VIII       | M = 6.1 | Golfo di Patti                                      | Terremoto con effetti distruttivi su vasta scala a livello provinciale. Lesioni ai principali monumenti di Patti, Barcellona Pozzo di Gotto, Castroreale, Isole Eolie. Evento sismico altrimenti noto come Terremoto del Golfo di Patti del 1978. |
| 1984 | 19 / 25 | ottobre  | VII / VIII | M = 4.5 | Zafferana Etnea e frazioni di Fleri, Pisano e Sarro | Terremoto con effetti distruttivi su scala locale dopo due eventi a breve distanza. Lesioni al patrimonio edilizio di Zafferana. La frazione di Fleri fu quasi interamente distrutta. Il 70% delle abitazioni dell'intero territorio comunale fu dichiarato inagibile, compresi la Chiesa Madre e il Palazzo Comunale. Ricordato come il terremoto di Zafferana Etnea del 1984. |
| 1990 | 13      | dicembre | VII - VIII | M = 5.7 | Augusta                                             | Terremoto con effetti distruttivi a Carlentini. Noto come "Terremoto di Carlentini del 1990" o "Terremoto di Santa Lucia". I centri più colpiti furono Augusta, Melilli, Sortino, Carlentini, Lentini e Francofonte. |

## XXI secolo
| Anno | GG | Mese      | MCS  | Richter | Epicentro                                 | Descrizione e collegamento |
| ---- | -- | --------- | ---- | ------- | ----------------------------------------- | --- |
| 2002 | 06 | settembre | VIII | M = 5.6 | Ustica, Mar Tirreno                       | Sciame sismico iniziato il 6 settembre e durato fino a novembre del 2002, coinvolge i comprensori di Balestrate e Cefalù e comporta lesioni al patrimonio monumentale di Palermo. Evento sismico altrimenti noto come terremoto di Palermo del 6 settembre 2002. Si generò nel Mar Tirreno meridionale poco distante dalle coste dell'isola di Ustica e da quelle di Palermo. Alle 3:21, ancor prima delle prime luci del mattino la costa Tirrenica ed in particolare l'area metropolitana di Palermo venivano svegliate dalle scosse del sisma. Nella notte morirono per infarto (dovuto allo spavento per il sisma) due anziani residenti a Palermo e dieci persone rimasero ferite da cadute e sgretolamenti di muri e calcinacci. Lo sciame sismico durò con centinaia di scosse di intensità minore, molte delle quali avvertite distintamente dalla popolazione, facendo vivere, la costa settentrionale sicula da Cefalù a Balestrate, nell'angoscia. |
| 2016 | 28 | ottobre   | IV-V | M = 5.7 | Mar Tirreno meridionale, Palermo, Ustica. | Forte scossa di terremoto avvertita da Palermo a Roma, non ha provocato né danni agli edifici né a persone. |
| 2018 | 06 | ottobre   |      | M = 4.8 | Provincia di Catania                      | Una forte scossa di terremoto di magnitudo 4,6 si è verificata a 1,9 km a sud di Santa Maria di Licodia (CT) ad una profondità di 9 km. L'evento sismico è stato avvertito anche nei comuni di Belpasso, Catania, Misterbianco, Biancavilla, Centuripe, Adrano e Paternò e nelle province di Messina, Enna e Siracusa. Diversi i danni registrati, tra cui il crollo di un pezzo di cornicione della biblioteca comunale a Santa Maria di Licodia, e, sempre in quella zona, il crollo di due case antiche disabitate. Danni con lesioni strutturali si sono verificate anche al municipio della città. Crollo di alcune case abbandonate e muretti nelle campagne. A Biancavilla alcuni danni si sono registrati invece nell'ospedale Maria Santissima dell'Addolorata, nella Basilica Collegiata, dove alcuni calcinacci delle navate centrali sono crollati, e nella chiesa di Santa Maria dell'Idria, dove si sono verificati danni alla sagrestia. Danni anche a due scuole. Anche a Paternò si verificano diversi danni in due scuole. Tanta paura e agitazione tra i residenti dei comuni colpiti. Circa 40 persone sono state trasportate all'ospedale, alcune per ferite non gravi, mentre altre per attacchi di panico dovuti allo spavento preso per la scossa. Nessuna vittima accertata. |
| 2018 | 26 | dicembre  |      | M = 4.8 | Etna                                      | Una forte scossa di terremoto di magnitudo 4.8 è avvenuta alle ore 3:19 a nord di Catania, a un chilometro di profondità, vicino Viagrande (Lavinaio), in un'area vulcanica interessata dalla nota 'faglia di Fiandaca', già artefice del terremoto di Zafferana Etnea del 1984 di proporzioni rilevanti. Vari crolli si sono verificati nei comuni di Santa Venerina, di Zafferana Etnea (le frazioni di Fleri e Pisano) e di Aci Sant'Antonio, coinvolgendo chiese, muri e abitazioni private. Diversi i feriti e sfollati: due anziani sono stati salvati dai vigili del fuoco tra le macerie delle loro abitazioni, uno di loro morirà in ospedale due settimane dopo l'evento. Altra scossa di magnitudo 4.3 si era già registrata nel giorno della vigilia di Natale, lo scorso 24 dicembre, sempre in prossimità delle zone del vulcano, all'interno di uno sciame sismico che nei giorni 23/26 dicembre ha prodotto un migliaio di scosse di origine vulcanica, contemporaneamente ad una forte esplosione sommitale sull'Etna sempre nella mattinata del 24 dicembre e seguita da una colonna di fumo, oltre che da una pioggia di cenere che è sopraggiunta perfino nell'aeroporto di Catania. (dettagli in questa voce)                                                                    |

## Nota bene
1. Qualora non sia espressamente riportato per un determinato evento, il valore della scala Richter di un sisma è pari approssimativamente al corrispondente valore di un analogo terremoto di pari grado d'intensità della scala Mercalli. Essendo entrambe le scale di moderna concezione, le attribuzioni storiche dei valori sono effettuate sulla base dei danni riportati e ancora visibili o secondo i rendiconti e le testimonianze di storici, viaggiatori, geografi, cartografi e commentatori nelle rispettive epoche.
2. Gli eventi che hanno interessato il comprensorio etneo, con particolare riguardo alle province di Catania e Messina, sono per la maggior parte determinati da fenomeni di natura vulcanica quindi connessi all'attività dell'Etna pertanto, si consiglia di approfondire consultando la voce eruzioni dell'Etna. Studi recenti e la continua attività di monitoraggio legano gli eventi sismici che hanno interessato la costa settentrionale messinese con l'attività vulcanica delle prospicienti Isole Eolie e ai vulcani sottomarini del mar Tirreno: Marsili, Vavilov, Palinuro, Magnaghi, Alcione, Enarete, Eolo, Glabro, Glauco, Lametini, Prometeo, Sisifo con crolli, collassi, emissioni di notevoli quantitativi di lava e conseguenti maremoti. Recenti studi portano a 15 il numero di vulcani sommersi individuati su una direttrice lunga 90 chilometri e larga 20 che si estende dalla costa a Sud di Salerno a quella calabra del cosentino. Per contro nel bacino del Mediterraneo è da sempre in corso l'attività congiunta dello scorrimento della «placca africana» e la presenza di decine di bocche effusive costituenti i Campi Flegrei del Mar di Sicilia col Vulcano Empedocle dell'Isola Ferdinandea, e i banchi coi coni Nerita e Terribile.

Luglio 2019: Durante le campagne condotte a bordo della nave da ricerca Ogs Explora, dall'Istituto nazionale di oceanografia e di geofisica sperimentale di Trieste - studio pubblicato sulla rivista Marine Geology - sono stati scoperti a pochi chilometri dalle coste della Sicilia sud occidentale, sei nuovi vulcani sottomarini localizzati tra i fondali antistanti Mazara del Vallo e Sciacca.
I coni vulcanici insistono entro 22 chilometri dalle coste sicule: Actea si trova a soli sette chilometri da Capo Granitola, i restanti rilievi si trovano a circa 14 chilometri a nord di quelli già noti del Banco Graham. I nomi tratti dalla mitologia greca sono rispettivamente: Actea, Climene, Nesea, Doride, Ianeira, Ianassa.
12 settembre 2019, L'Istituto nazionale di geofisica e vulcanologia (INGV) comunica sulla rivista Earth & Space Science News la scoperta dei vulcani Ovidio, Enotrio e Diamante 15 chilometri al largo delle coste calabre, nell'area compresa tra Scalea, Diamante e Cetraro.
1. Tutti i terremoti che hanno interessato le aree calabro - sicule e il bacino del Mediterraneo hanno dato luogo a maremoti - tsunami che hanno incrementato le distruzioni, il numero delle vittime e le difficoltà di soccorso per ogni singolo evento. Fa eccezione la serie di onde anomale generate dal crollo in mare di un costone del vulcano Stromboli il 30 dicembre 2002. Alta solo alcuni metri, distrusse limitate zone costiere abitate dell'isola di Stromboli, disturbò i collegamenti con la terraferma, sollecitando gli ormeggi dei natanti nei porti di Milazzo e di molte località minori fino a Capo Vaticano in Calabria. Degno di menzione il maremoto avvenuto circa 8000 anni fa che interessò il Mediterraneo devastando le coste della Sicilia orientale, l'Italia meridionale, l'Albania, la Grecia, il Nord Africa dalla Tunisia all'Egitto, spingendosi sino alle coste del vicino Oriente, dalla Palestina, alla Siria e al Libano.[32] Determinato dallo sprofondamento in mare di una massa di 35 chilometri cubi di materiale, staccatasi dall'Etna, in seguito a un sisma di eccezionale magnitudo. L'onda iniziale generata alta oltre 50 metri raggiunse le coste esterne del Mediterraneo orientale in 3 o 4 ore, attraversando il bacino alla velocità di diverse centinaia di chilometri orari. Tale sconvolgimento determinò all'epoca la scomparsa quasi subitanea di numerosi insediamenti costieri del neolitico.